# Hsziungmao zsen
A Hsziungmao zsen (hagyományos kínai: 熊貓人, egyszerűsített kínai: 熊猫人, pinjin: Xióng Māo Rén), angol címén Pandamen egy 2010-ben vetített tajvani televíziós sorozat, melyet Jay Chou rendezett. A főszerepben a Nan Quan Mama együttes két tagja, Csan Jü-hao (Zhan Yu-hao) és Devon Song látható. A sorozat a tajvani televíziózás egyik legnagyobb bukása volt, a valaha volt legalacsonyabb nézettségi rátával vetítették úgy Tajvanon, mint a kontinentális Kínában.

## Koncepció
A Pandamen ötlete Jay Choutól származik, aki az amerikai szuperhősök (Superman, Batman, Pókember) mintájára kínai szuperhősöket akart létrehozni. A sorozatot 115 millió tajvani dollárból (mintegy 3,6 millió USD) forgatták. A sorozat a hagyományos ázsiai típusú drámasorozatok megreformálására törekedett, melyek hagyományosan romantikus szerepkörbe helyezik a popelőadókat, Chou azonban sci-fivel átitatott akció-drámát akart létrehozni.

## Történet
2030-ban két fiatal (Csan Jü-hao (Zhan Yu-hao) és Devon Song) elhatározza, hogy megvédi szülővárosát a gonosz bűnöző ellen, aki műholdak segítségével kontrollálni akarja az emberek gondolatait. A két fiú pandának öltözve száll szembe a gonoszokkal, miközben az őket és a maffiózót egyaránt üldöző Leo Lee nyomozóval (Jay Chou) is szembe kell nézniük.

## Fogadtatás
A sorozat minden idők egyik legrosszabb nézettségi rátáját mondhatja magáénak, Kína egyes tartományaiban alig ötezren nézték az első három epizódot, de Tajvanon is rosszul szerepelt. A nézők többsége arra panaszkodott, hogy a cselekmény néhol túlságosan gyermeteg, máskor meg követhetetlenül bonyolult.